# Lammert Allard te Winkel

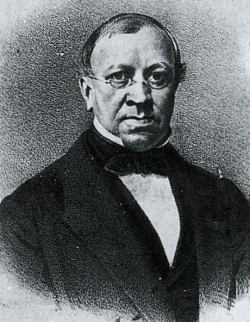
L.A. te Winkel

Lammert Allard te Winkel, född den 13 september 1809 i Arnhem, död den 24 april 1868 i Leiden, var en holländsk språkforskare.
te Winkel var gymnasielärare i Leiden till 1863, därefter tillsammans med Matthias de Vries huvudredaktör för det stora ordboksverket Woordenboek der Nederlandsche taal (1864 ff.). Med denne delade te Winkel även förtjänsten av en reformering av holländska rättskrivningen, som tidigare (1804) officiellt reglerats av Matthijs Siegenbeek. 
Deras Grondbeginselen der Nederlandsche spelling, varigenom grunden lades till den till 1934 gällande stavningen, utgavs 1863 och 1865 (5:e upplagan 1884); ordlistan, Woordenlijst voor de spelling der Nederlandsche taal 1866 (7:e upplagan av A. Beets 1914). 
te Winkel författade en rad grammatiska uppsatser i tidskrifterna "Taalkundig magazijn", "Archief" och "Nieuw archief voor Nederlandsche taalkunde", utgivna av Arie de Jager samt i det av honom själv redigerade "Nieuw Nederlandsch taalmagazijn" och den i förening med de Jager utgivna "De Taalgids". Hans levnadsteckning skrevs av Jan te Winkel (1880).